# Giuseppe Genna
Giuseppe Genna (Milano, 12 dicembre 1969) è uno scrittore italiano.

## Biografia
Giuseppe Genna studia al Liceo Ginnasio Giovanni Berchet, e dopo il diploma si iscrive a Filosofia all'Università Statale di Milano. Senza aver concluso gli studi, lavora nei primi anni novanta presso il mensile Poesia (pubblicato da Crocetti Editore), dove esordisce. Nel 1994 è consulente tecnico presso la Presidenza della Camera dei deputati.
L'esperienza poetica e quella di consulenza presso Montecitorio influenzano la prima stagione editoriale di Genna, che varia tra noir, thriller e spy-story. Fanno parte di questa produzione i romanzi Catrame, Nel nome di Ishmael, Non toccare la pelle del drago, Grande Madre Rossa e successivamente Le teste, serie di narrazioni d'ambientazione milanese, in cui il protagonista è l'ispettore Guido Lopez, il quale si trova al centro di cospirazioni criminali, non di rado a carattere metafisico.
Successivamente Genna abbandona la produzione seriale, allargandosi alla literary fiction attraverso un'ibridazione di generi letterari eterogenei, dal romanzo borghese (in L'anno luce) al romanzo storico (in Hitler), al romanzo di formazione (in Dies Irae, che include anche lo stesso romanzo storico), all'autofiction (Italia De Profundis, a cui viene assegnato nel 2009 il premio per la narrativa Corrado Alvaro).
Con il regista Gilberto Squizzato ha lavorato a soggetto e sceneggiatura della fiction seriale Suor Jo, in onda su RaiTre nell'autunno 2005.
Nel 2006 è stato chiamato a fare parte delle Giurie della Mostra internazionale d'arte cinematografica di Venezia (sezione Orizzonti).
Nel 2009 è stata eseguita, nell'ambito della manifestazione MITO SettembreMusica, l'opera lirica Io Hitler, composta da Filippo Del Corno e ispirata al testo di Genna, che è l'autore del libretto.
Ha partecipato alla stesura della sceneggiatura del film La leggenda di Kaspar Hauser di Davide Manuli, uscito nel 2012.
Ha partecipato all'ideazione del romanzo Ufo 78 del collettivo Wu Ming, in cui compare anche come personaggio.

## Opere
- Catrame, Milano, A. Mondadori, 1999.
- Nel nome di Ishmael, Milano, Mondadori, 2001. ISBN 88-04-49755-6. [finalista al Prix Méditerranée]
- Assalto a un tempo devastato e vile, Ancona, PeQuod, 2001. ISBN 88-87418-22-5; Milano, Oscar Mondadori, 2002. ISBN 88-04-50486-2; Versione 3.0, Roma, Minimum fax, 2010. ISBN 978-88-7521-232-2; Versione 4.0, Roma, Minimum fax, ISBN 978-8833891972.
- Forget domani. Racconti dell'Italian Lounge, con Igino Domanin, Ancona, PeQuod, 2002. ISBN 88-87418-42-X.
- Non toccare la pelle del drago, Milano, Mondadori, 2003. ISBN 88-04-51186-9.
- I demoni, con Michele Monina e Ferruccio Parazzoli, Ancona, PeQuod, 2003. ISBN 88-87418-44-6.
- Grande Madre Rossa, Milano, Mondadori, 2004. ISBN 88-04-53002-2.
- Il caso Battisti. L'emergenza infinita e i fantasmi del passato, con Valerio Evangelisti, Wu Ming 1 e altri, Rimini, NdA Press, 2004. ISBN 88-89035-03-X; riedizione ampliata come Il caso Cesare Battisti: quello che i media non dicono, con AA.VV., Roma, DeriveApprodi, 2009. ISBN 978-88-89969-74-8.
- Costantino e l'impero. Biografia non autorizzata del divo nel paese delle meraviglie, con Michele Monina, Milano, Tropea, 2005. ISBN 88-438-0513-4.
- L'anno luce, Milano, Tropea, 2005. ISBN 88-438-0514-2.
- Dies irae, Milano, Rizzoli, 2006. ISBN 88-17-01054-5.
- Medium. Una storia vera, 2007. [autoprodotto]
- Hitler, Milano, A. Mondadori, 2008. Dal 2019, Io Hitler, Oscar Mondadori. ISBN 978-88-04-57353-1.
- Italia de profundis, Roma, Minimum fax, 2008. ISBN 978-88-7521-187-5.
- Le teste. L'ultimo thriller, Milano, Mondadori, 2009. ISBN 978-88-04-59012-5.
- Discorso fatto agli uomini dalla specie impermanente dei cammelli polari, Palermo, Duepunti, 2010. ISBN 978-88-89987-42-1.
- Fine impero, Roma, Minimum fax, 2013. ISBN 978-88-7521-498-2.
- La vita umana sul pianeta Terra, Milano, Mondadori, 2014. ISBN 978-88-04-63463-8; Roma, Alegre, ISBN 978-88-3206-781-1 (edizione ampliata)
- Io sono. Studi, pratiche e terapia della coscienza, Milano, Il saggiatore, 2015. ISBN 978-88-428-2039-0.
- History, Milano, Mondadori, 2017. ISBN 978-88-04-66422-2.
- Romanzo nero. Cinque indagini per l'ispettore Lopez, Milano, Mondadori, 2019. Antologia contenente: Catrame, Nel nome di Ishmael, Gotha(Non toccare la pelle del drago), Grande Madre Rossa, Le teste.
- Reality. Cosa è successo, Milano, Rizzoli, 2020. ISBN 9788817149488.
- Pianetica, con Pino Tripodi, editoriale indipendente, 2022. ISBN 979-1280682000
- Yara. Il true crime, Milano, Bompiani, 2023. ISBN 978-8830119314.